# Lageon
Lageon là một xã trong tỉnh Deux-Sèvres trong vùng Nouvelle-Aquitaine ở phía tây nước Pháp. Xã này có diện tích 14 km2, dân số năm 2006 là 367 người.